# Hyphessobrycon columbianus
Hyphessobrycon columbianus és una espècie de peix de la família dels caràcids i de l'ordre dels caraciformes.

## Morfologia
- Els mascles poden assolir 7 cm de llargària total.
- Nombre de vèrtebres: 34.[1]

## Hàbitat
Viu a àrees de clima tropical.

## Distribució geogràfica
Es troba a Sud-amèrica: conca del riu Acandi (Colòmbia).